# Boleslas de Toszek
Boleslas de Toszek (polonais : Bolesław toszecki, hongrois : Piast Boleszláv, Piast Boleszló; (né vers 1276/1278 - décembre 1328), fut duc de Toszek depuis 1303 jusqu'à sa mort mais seulement comme souverain titulaire à partir de 1315. Il fut également archevêque d'Esztergom à partir de 1321.

## Biographie
Bien qu'aîné des fils du duc Casimir de Bytom et de son épouse Hélène, Boleslas est destiné par son père à entrer dans l'Église afin d'effectuer une carrière ecclésiastique. Dès 1294, il est nommé scholastique de Cracovie, et trois ans plus tard, en 1297, il intègre le Chapitre de chanoines de Wrocław. Bien qu'il poursuive sa progression dans la hiérarchie religieuse, en 1303 Boleslas reçoit de son père la cité de Toszek (allemand: Tost) dont il est le souverain jusqu'à sa mort, bien que le gouvernement effectif de son petit État soit assuré par son frère cadet Ladislas de Bytom après son départ pour la Hongrie.
En effet, vers 1315, Boleslas, à la demande de sa sœur la reine Marie de Bytom, rejoint la cour de son beau-frère le roi Charles Robert de Hongrie à Buda. Sa promotion dans l'Église hongroise ne commence toutefois véritablement que grâce à la reine Élisabeth de Pologne, quatrième et dernière épouse de Charles Robert. À la fin de 1320, Boleslas quitte la cour de Cracovie et au début de l'année suivante en 1321, le roi Charles Robert de Hongrie lui confie, bien qu'il ne soit que clerc mineur, la plus haute fonction de l'Église hongroise, celle d'archevêque d' Esztergom.
Pendant les six années qu'il passe à la tête de son archidiocèse, Boleslas doit combattre contre une faction de Franciscains considérée comme trop radicale par le pape Jean XXII, il tente également de maintenir sa juridiction sur Spisz, qui lui est contestée par l'évêché de Cracovie, le conflit ne se terminera qu'en 1332 après la mort de Boleslas. Le principal succès de l'administration de Bolesław pendant son archiépiscopat est la normalisation des relations diplomatiques entre le royaume de Hongrie et la république de Venise. Les deux États qui se disputaient depuis longtemps le contrôle des côtes de la mer Adriatique arrivent finalement à un compromis à la suite de la médiation de l'Archevêque : les riches cités de Dalmatie; Zadar et Split demeurent finalement à la Hongrie.
À la fin de sa vie, Boleslas doit combattre pour faire accepter la nomination de son jeune frère Mieszko comme évêque de Nitra en Haute-Hongrie, la Slovaquie actuelle. Le chapitre de Chanoines s'opposant à cette promotion qu'il considère comme une manifestation de népotisme. Ce n'est qu'avec l'appui du roi Charles Robert et de la reine Elisabeth, que l'archevêque obtient finalement satisfaction en 1328 quand Mieszko est formellement investi de son diocèse. Boleslas meurt en effet en décembre 1328 et il est inhumé dans sa cathédrale d'Esztergom, et son duché de Toszek est alors officiellement annexé par son autre frère, le duc Ladislas de Bytom.

## Sources
- (en) Cet article est partiellement ou en totalité issu de l’article de Wikipédia en anglais intitulé « Bolesław of Toszek » (voir la liste des auteurs).
- (en) & (de) Peter Truhart, Regents of Nations, K. G Saur Münich, 1984-1988 (ISBN 359810491X), Art. « Beuthen (poln. Bytom) », p.  2.448.
- (de) Europäische Stammtafeln Vittorio Klostermann, Gmbh, Francfort-sur-le-Main, 2004  (ISBN 3465032926), Die Herzoge von Oppeln bis 1313, von Beuthen und Kosel †1354/55 Stammes der Piasten Volume III Tafel 15.
- (de) Historische Kommission für Schlesien (Hrsg.): Geschichte Schlesiens, Bd. 1, Sigmaringen, 1988,  (ISBN 3-7995-6341-5), S. 145 und 149.
- (cs) Rudolf Žáček: Dějiny Slezska v datech. Praha 2004,  (ISBN 80-7277-172-8), S. 414 und 506.